# Подитва (Больтишский сельсовет)
Подитва (бел. По́дзітва) — деревня в Вороновском районе Гродненской области Минской области Белоруссии. В составе Больтишского сельсовета.

## География
Ближайшие населённые пункты Друскеники, Петровка (Вороновский район), Мольги (Лидский район) и др.

### Гидрография
Недалеко протекает река Дитва.

## Население

### Численность
- 2009 год — 40 человек

### Динамика
- 1999 год — 62 человек (перепись населения)
- 2009 год — 40 человек (перепись населения)